# Plage de L'Étang-Salé
La plage de L'Étang-Salé est l'une des plages de l'île de La Réunion, département d'outre-mer français dans l'océan Indien. Faite d'un sable noir d'origine volcanique qui devient rapidement brûlant au soleil, elle s'étire du nord-ouest au sud-est en commençant au niveau d'un petit cap, la pointe des Avirons, puis en se prolongeant quelques dizaines de mètres au-delà d'un second, la pointe des Sables. Ce faisant, elle s'étend de la frontière avec la commune des Avirons jusqu'au centre-ville de L'Étang-Salé, sur le territoire duquel elle est donc située.
La plage est séparée de la forêt de L'Étang-Salé par la route nationale 1, puis par une bretelle d'accès au centre-ville et enfin par les habitations relevant de celui-ci. C'est là qu'on trouve un parking pour les automobilistes venus s'y détendre ainsi qu'un village de vacances et quelques bars de plage.
La baignade est dangereuse, la plage étant fréquentée par des requins de haute-mer.

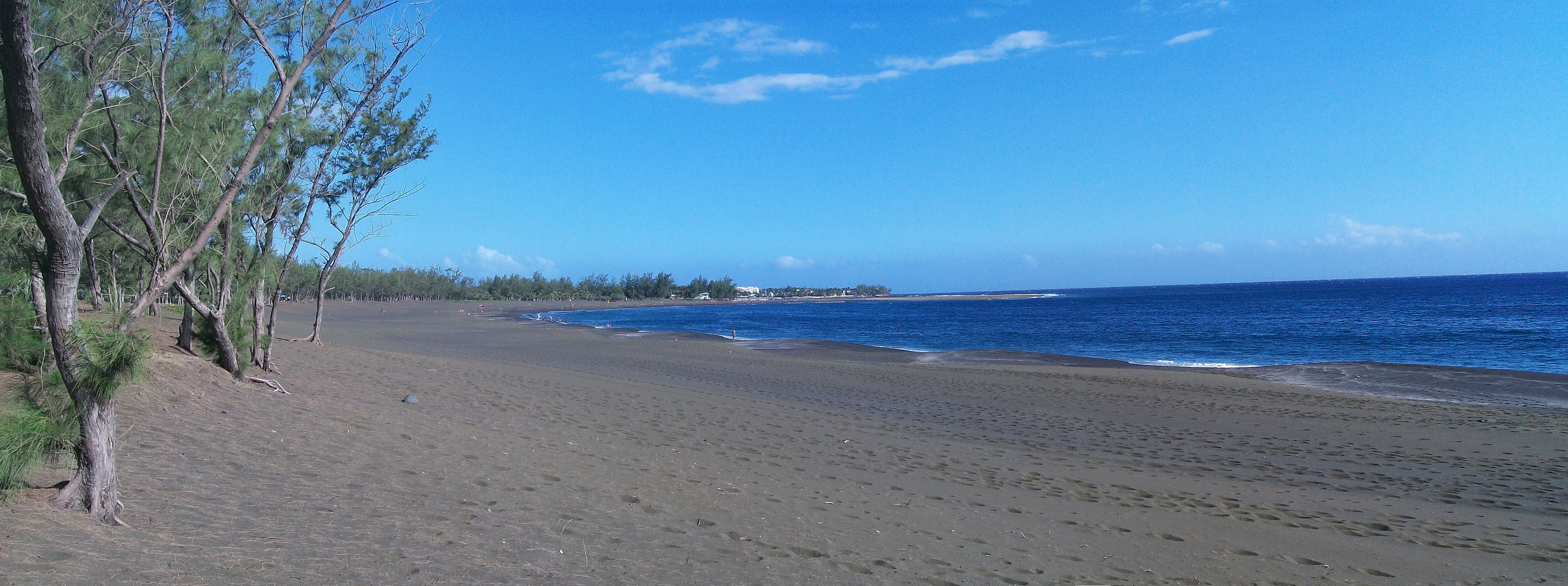
panorama de la plage de l’Étang-Salé